# Tatort: In eigener Sache
In eigener Sache ist ein Fernsehfilm aus der Krimireihe Tatort. Der Beitrag wurde von Maran Film im Auftrag des Südwestrundfunk unter der Regie von Elmar Fischer produziert und am 17. August 2008 im Ersten erstmals gesendet. Es ist die 702. Folge der Reihe und der zweite Fall des Stuttgarter Ermittlerteams Lannert und Bootz. Die Kommissare müssen dieses Mal in den Reihen der Polizei ermitteln, um die Hintergründe eines polizeilichen Zugriffs zu klären, bei dem es unter den vier Opfern auch einen Polizeibeamten gibt.

## Handlung
Jürgen Wolf, Sven Wippermann und Frank Jarmer, drei Ermittler der Drogenfahndung, haben durch einen Tipp den Aufenthaltsort eines von ihnen seit langem gesuchten Drogendealers erfahren. Als sie das Hotelzimmer stürmen, läuft die Aktion völlig aus dem Ruder und bei dem darauffolgenden Schusswechsel sterben vier Personen. Die Kriminalhauptkommissare Lannert und Bootz werden gerufen, um den Vorfall aufzuklären, denn einer der vier war der Polizist Frank Jarmer. Als Dieter Mendt vom LKA am Tatort erscheint, stellt sich heraus, dass einer der Toten zudem ein V-Mann war. Mendt ist extrem verärgert, dass die drei Drogenfahnder ohne vorherige Absprache den Zugriff vorgenommen haben. Für Lannert und Bootz ergeben sich einige offene Punkte und auch Widersprüche. Es wäre durchaus denkbar, dass die drei Beamten in die eigene Tasche wirtschafteten und das im Hotelzimmer befindliche Drogengeld unterschlagen wollten. Bootz hält diese Vermutung für Unsinn, denn er kennt sowohl Jürgen Wolf als auch Sven Wippermann sehr gut und weiß, dass sie leidenschaftliche Polizisten sind.
Durch die Auswertung der Handygespräche von Wolf und Wippermann kommt Bootz mit der Drogendealerin Carmen Benze in Kontakt. Von ihr erfährt er, dass sie für Wippermann als Informantin arbeitet und ihm den geplanten Drogendeal verraten hatte. Er kommt aber auch dahinter, dass Dieter Mendt von der stark drogenabhängigen Benze mit Informationen versorgt wird. Somit ist es durchaus möglich, dass er das Drogengeld unterschlagen wollte und ihm die Rauschgiftfahnder in die Quere gekommen waren. Diese Vermutung verstärkt sich und es gelingt den Ermittlern mittels verschiedener Zeugen aus dem Drogenmilieu Mendt Geldunterschlagungen nachzuweisen.
Bei ihren Recherchen, den Vorfall im Hotelzimmer vollends aufzuklären, erfahren Lannert und Bootz von Carmen Benze, dass Mendt sie nach einem Drogenfund in der Hand hatte. Eigentlich wollte er sie nicht an die Justiz ausliefern, da sie ihn mit Informationen versorgen sollte, doch nachdem sie erfahren hatte, dass er sein Wort nicht halten würde, hatte sie kurzerhand Jürgen Wolf informiert in der Hoffnung, dass durch diesen Einsatz Mendts illegale Geschäfte auffliegen würden. Bei ihren Untersuchungen müssen die Kommissare jedoch auch feststellen, dass Jürgen Wolf nie vorhatte, den Drogendealer festzunehmen, sondern dass von Anfang an geplant war, ihn zu liquidieren. Zusammen mit seinen beiden Kollegen hatte er seit einiger Zeit begonnen das Gesetz mehr und mehr in die eigene Hand zu nehmen, da er den nötigen Erfolg bei einer ordnungsgemäßen polizeilichen Vorgehensweise vermisste. So bleibt Lannert und Bootz nichts anders übrig, als Wolf wegen zweifachen Totschlags, Amtsmissbrauch und Strafvereitelung im Amt festzunehmen. Doch die Situation eskaliert und Wolf nimmt Bootz als Geisel, um freies Geleit zu fordern. Um seinem Kollegen zu helfen, begibt sich Lannert freiwillig und unbewaffnet ebenfalls in Wolfs Gewalt und kann ihn davon überzeugen, dass sein Ansinnen nicht von Erfolg gekrönt sein kann, da das Gebäude von Scharfschützen umstellt ist. So gibt Wolf auf und lässt sich widerstandslos abführen.

## Hintergrund
Die Dreharbeiten erfolgten vom 30. Oktober 2007 bis zum 1. Dezember 2007 in Stuttgart, Baden-Baden und Karlsruhe.  Nachdem in dieser Folge Thorsten Lannert sich für seinen Kollegen Sebastian Bootz in Lebensgefahr begeben hat, bietet dieser ihm das „Du“ an.

## Rezeption

### Einschaltquoten
Die Erstausstrahlung von In eigener Sache am 17. August 2008 wurde in Deutschland von 7,00 Millionen Zuschauern gesehen und erreichte einen Marktanteil von 23,00 Prozent für Das Erste.

### Kritiken
Bei Stern.de wertet Kathrin Buchner: „Die zweite ‚Tatort‘-Folge mit den Stuttgartern Lannert und Bootz, ist aber nicht so krawallig wie es scheint, sondern eine feine Betrachtung über den Unterschied zwischen Recht und Gerechtigkeit.“ Und sie stellt fest: „Eindrücklich zeigt der ‚Tatort‘, wie es kommt, dass die Drogenfahnder Wippermann und Wolf Selbstjustiz üben, warum sie den feinen Grad zwischen Recht und Gerechtigkeit nicht mehr aushalten, wie sie ihr Amt nicht aus Geldgier, sondern aus Idealismus missbrauchen, wie sie ihr garantiert nicht unschuldiges Opfer regelrecht hinrichten.“
Rainer Tittelbach von tittelbach.tv schreibt über diesen „Tatort“: „Ein komplexer Fall, ein kompliziertes Szenario. ‚In eigener Sache‘ kommt immer wieder mit neuen Prämissen. Und da der Zuschauer nicht Augenzeuge des tödlichen Schusswechsels zu Beginn wird, bekommt er die verschiedenen Varianten anschaulich und blutig nachgereicht. Auch wenn die Kommissare den Vorgang analysieren, wird das Blutbad noch einmal gezeigt. Das mag dem Actionbedürfnis und dem Adrenalinausstoß geschuldet sein, doch vor allem erlauben diese Szenen dem Zuschauer die aktive Teilhabe am Film. Wo in anderen Krimis mit Namen jongliert wird, ist man in diesem ‚Tatort‘ stets auf Augenhöhe mit den Ermittlern.“
Die Kritiker der Fernsehzeitschrift TV Spielfilm loben die „schnörkellose, gradlinige Krimispannung“.